# Diplodiscus longipetiolatus
Diplodiscus longipetiolatus är en malvaväxtart som beskrevs av A.J.G.H. Kostermans. Diplodiscus longipetiolatus ingår i släktet Diplodiscus och familjen malvaväxter. Inga underarter finns listade i Catalogue of Life.